# Josef Tschan
Josef Tschan (22. prosince 1844 Innsbruck – květen 1908 Innsbruck) byl rakouský a český právník a politik německé národnosti, na počátku 20. století poslanec Českého zemského sněmu a Říšské rady.

## Biografie
Bojoval ve válce v roce 1866 coby člen innsbrucké studentské legie. V lednu 1871 získal na Innsbrucké univerzitě titul doktora práv. Působil coby advokátní koncipient v českých zemích (Tachov, Planá, Cheb, Most, Bílina) a v roce 1876 si otevřel vlastní advokátní praxi v Bílině.
Na přelomu století se zapojil i do zemské politiky. Ve volbách v roce 1901 byl zvolen do Českého zemského sněmu v kurii městské (volební obvod Děčín). Politicky patřil k Všeněmeckému sjednocení. Ve volbách roku 1901 byl zvolen i do Říšské rady (celostátní zákonodárný sbor), za kurii městskou, obvod Děčín, Podmokly atd.
Všeněmeckou politickou skupinu opustil po aféře, v níž figuroval jeho zeť dr. Seidel. V posledních letech před smrtí se stáhl z politického a veřejného života. Zemřel na jaře 1908.